# Фроленков, Андрей Григорьевич
Андрей Григорьевич Фроленков (14 сентября 1904, село Гренково, Смоленская губерния — 1 октября 1965, Киев) — советский военачальник, Герой Советского Союза (30.10.1943). Генерал-лейтенант (31.05.1954).

## Биография
Родился 14 сентября 1904 года в селе Гренково Бельского уезда Смоленской губернии.

### Довоенное время
В ноябре 1922 года был призван в Красную Армию и направлен на учёбу в Московскую пехотную школу имени М. Ю. Ашенбреннера, которую окончил в августе 1925 года. Для прохождения службы был направлен в 251-й стрелковый полк (84-я стрелковая дивизия, Московский военный округ), дислоцированный в Туле, где служил на должностях командира взвода, начальника снайперской команды, командира и политрука роты. В марте 1933 года был переведён в 243-й стрелковый полк 81-й стрелковой дивизии Белорусского военного округа (Минск), где исполнял должности начальника боепитания полка, командира стрелкового и учебного батальонов. При введении в РККА воинских званий в 1935 году А. Г. Фроленкову было присвоено воинское звание капитан.
В ноябре 1936 года был назначен на должность командира учебного батальона 27-й стрелковой дивизии Белорусского ВО, дислоцированного в Лепеле, однако в октябре 1937 года был уволен в запас. Причина этого увольнения неизвестна, но наиболее вероятно то, что она находится в прямой связи в развернувшимися в то время массовыми репрессиями в РККА, потому что одновременно с увольнением из армии А. Г. Фроленков был исключен и из ВКП(б). В 1938 году его восстановили в ВКП(Б), но не членом партии, а кандидатом в её. Только в феврале 1939 года он был восстановлен в РККА.
Тогда же был назначен на должность помощника командира по строевой части 252-го стрелкового полка 84-й стрелковой дивизии Московского военного округа (Ефремов), в августе того же года — на должность командира 20-го запасного полка, дислоцированного в Кинешме, а в ноябре — на должность командира 624-го стрелкового полка (137-я стрелковая дивизия, Московский военный округ), дислоцированного в Горьковской области.

### Великая Отечественная война
С началом войны находился на прежней должности. Дивизия, в которой находился полк А. Г. Фроленкова, срочно была переброшена в составе 20-го стрелкового корпуса (13-я армия, Западный фронт), принимала участие в боевых действиях Смоленского сражения. Во время наступательных боевых действий в районе Чаус дивизия попала в окружение, из которого вышла и заняла оборону на правом берегу реки Сож. Части дивизии показали высокую стойкость, ей была поручена задача атакой на шоссе Пропойск — Кричёв обеспечить прорыв из окружения 13-й армии, а затем атаковать из района Милославичи на Рославль. С 16 августа дивизия упорно оборонялась в районе города Сураж, вновь обеспечивая прорыв к своим войск 13-й армии. Тогда дивизия и сама попала в окружение, но сумела проваться к основным силам фронта в районе Трубчевска и была выведена в резерв армии на пополнение. В начале сентября после пополнения личным составом дивизия была включена в состав 3-й армии, после чего принимала участие в ходе Рославльско-Новозыбковской наступательной операции. В начале немецкого генерального наступления на Москву (операция «Тайфун») дивизия в третий раз была окружена в ходе Орловско-Брянской оборонительной операции, и только почти через месяц, 28 октября, прорвалась к своим. И уже 5 ноября она вновь вступила в бой, сдерживая немецкое наступление вдоль шоссе Ефремов — Тула. В начале декабря 1941 года участвовал в Елецкой наступательной операции.
В июне 1942 года подполковник Фроленков был назначен на должность заместителя командира 306-й стрелковой дивизии, которая формировалась в Московском военном округе (г. Юрьев-Польский). При этом в июне-июле исполнял обязанности командира дивизии. В ноябре 1942 года направлен на учёбу. 
Окончил ускоренный шестимесячный курс Высшей военной академии имени К. Е. Ворошилова в 1943 году. В июне 1943 года был назначен на должность начальника штаба 27-го стрелкового корпуса (Центральный фронт) и участвовал в Курской битве и Орловской наступательной операции. Однако здесь ему не повезло и 7 августа он был снят с должности как «не справившийся».
27 августа 1943 года полковник Фроленков назначается на должность командира 193-й стрелковой дивизии 27-го стрелкового корпуса 65-й армии Центрального фронта. Во главе этой дивизии он проявил исключительное мужество в ходе битвы за Днепр. В сентябре 1943 года в Черниговско-Припятской операции дивизия одну за одной форсировала с ходу реки Десна, Снов, Сож, а в октябре Днепр у села Каменка (Репкинский район, Черниговская область). На Днепре он умело организовал бой передового отряда по захвату плацдарма, а затем стремительную переправу на него основных сил дивизии. Умелые действия командира способствовали тому, что плацдарм удалось значительно расширить и обеспечить его надёжное удержание.
Указом Президиума Верховного Совета СССР от 30 октября 1943 года за мужество и героизм, проявленные при форсировании Днепра и удержании плацдарма полковнику Андрею Григорьевичу Фроленкову присвоено звание Героя Советского Союза с вручением ордена Ленина и медали «Золотая Звезда» (№ 1709). А вскоре и дивизия получила почётное наименование «Днепровская» (17.11.1943). 
Затем дивизия под командованием Фроленкова принимала участие в Гомельско-Речицкой, Калинковичско-Мозырской, Млавско-Эльбингской и Восточно-Прусской наступательных операций. В этих операциях по освобождению Белоруссии и Польши с участием его дивизии были освобождены города Столбцы, Несвиж, Барановичи, Насельск, Нове-Място, Плоньск и Данциг. За новые боевые отличия дивизия награждена орденами Ленина (27.07.1944) и Суворова 2-й степени (10.07.1944).
Постановлением СНК СССР от 22 февраля 1944 года А. Г. Фроленкову присвоено воинское звание генерал-майор.
23 мартя 1945 года был назначен на должность командира 134-го стрелкового корпуса 19-й армии 2-го Белорусского фронта, который принимал участие в боевых действиях в ходе Восточно-Померанской наступательной операции, освобождении города Гдыня, а затем наряду с 40-м стрелковым корпусом завершил разгром померанской группировки противника. Во время Берлинской наступательной операции корпус под командованием Фроленкова форсировал Одер, после чего освободил город Свинемюнде.
За время войны Фроленков был восемь раз упомянут в благодарственных в приказах Верховного Главнокомандующего.

### Послевоенная карьера
В июне 1945 года был назначен на должность командира 90-го стрелкового корпуса (Северная группа войск), в сентябре 1946 года — на должность старшего инспектора Главной инспекции Сухопутных войск (по январь 1947), а в марте 1947 года — на должность заместителя командира 19-го гвардейского стрелкового корпуса. Командовал им более двух лет, затем направлен учиться.
В мае 1949 года был направлен на учёбу на Высшие академические курсы при Высшей военной академии имени К. Е. Ворошилова, после окончания которых в мае 1950 года назначен на должность помощника командующего войсками Киевского района ПВО, в июле 1953 года — на должность командира 28-го гвардейского стрелкового корпуса, в июне 1954 года — на должность начальника ПВО Северной группы войск в Польше, а в мае 1955 года — на должность заместителя главнокомандующего Группы советских войск в Германии по Войскам ПВО страны. В мае 1958 года генерал-лейтенант А. Г. Фроленков уволен в запас. 
Жил в Киеве. Умер 1 октября 1965 года. Похоронен на Лукьяновском военном кладбище.

## Награды
- Медаль «Золотая Звезда» Героя Советского Союза (30.10.1943);
- Два ордена Ленина (30.10.1943; 24.06.1948);
- Пять орденов Красного Знамени (19.06.1943; 3.10.1943; 3.11.1944; 29.05.1945; 21.08.1953);
- Орден Суворова II степени (№ 1600 от 10.04.1945);
- Орден Кутузова II степени (№ 1004 от 23.07.1944);
- Орден Красной Звезды (16.08.1936);
- Медали;

награды Польши
- Орден «За воинскую доблесть» III степени;
- Медаль «Победы и Свободы»;
- Медаль «За Одру, Нису и Балтику».

## Отзывы современников
«Генерал сам был горяч, поспевал всюду, не раз его видели в пекле боя. Кровь играла у этого видавшего виды, хотя еще и не старого комдива (Фроленкову в ту пору не было и сорока лет). Но, посылая людей в бой, он прежде всего старался обеспечить атаку, чтобы и успех был, и меньше крови пролилось»— Батов П. И. В походах и боях. — 4-е изд. — М.: Изд-во ДОСААФ, 1984. — (Военные мемуары).

## Память
- В городском посёлке Лоев (Гомельская область) в честь А. Г. Фроленкова названа улица и установлена мемориальная доска.
- Также именем А. Г. Фроленкова названы улицы в городах Барановичи, Светлогорск, городском посёлке Паричи[5].
- Почётный гражданин Лоева (1966, посмертно)[6].
- В Музее битвы за Днепр экспонируются материалы, посвящённые А. Г. Фроленкову (Беларусь, Лоев).